# Tu viện Teplá
Tu viện Teplá (tiếng Séc: Klášter Teplá; tiếng Đức: Stift Tepl) là một tu viện thuộc dòng tu Premonstratensian ở phía tây Bohemia, thuộc Tổng giáo phận Praha, Cộng hòa Séc. Năm 1193, nhà quý tộc Bohemian là chân phước Hroznata thành lập tu viện. Chân phước Hroznata qua đời vào năm 1217 . Những mục sư đầu tiên tại đây đến từ Tu viện Strahov ở Praha.

## Vị trí
Tu viện Teplá tọa lạc ở phía bên trái sông Teplá, kết nối giao thông với đường II/210.

## Lịch sử

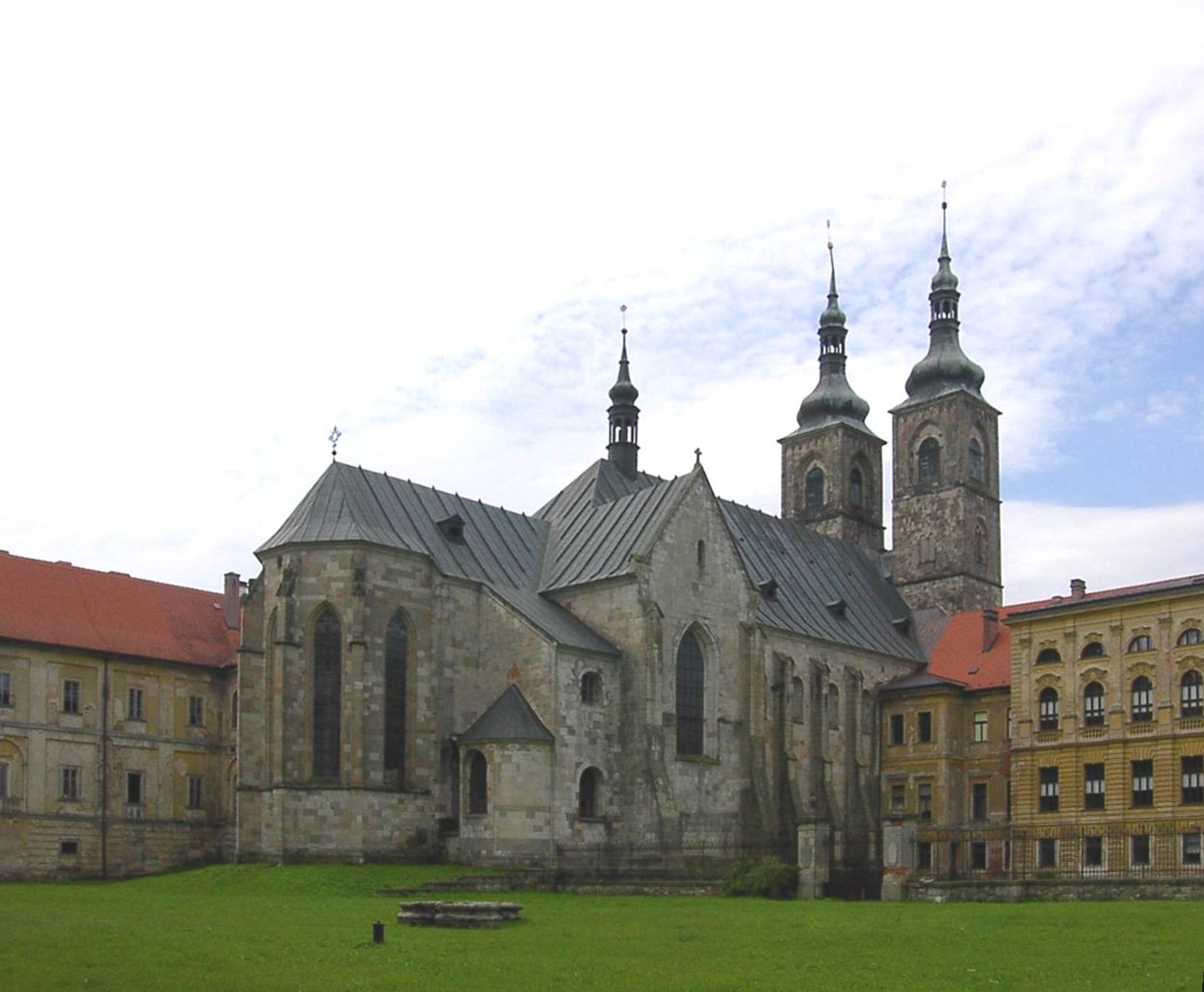
Nhà thờ Tu viện Teplá

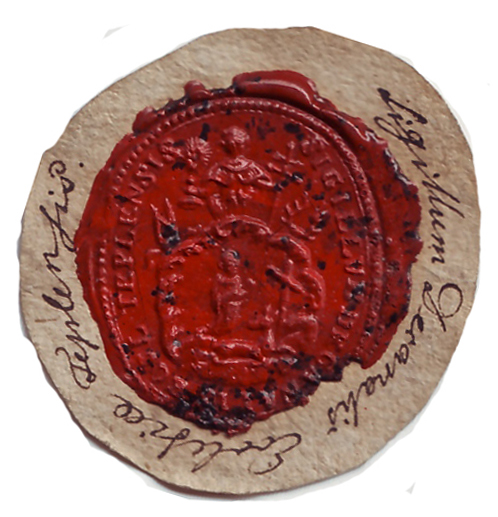
Con dấu có thẩm quyền của Tu viện Teplá khoảng năm 1690

Trưởng tu viện Raimund Wilfert II (1688-1724) là người xây dựng nên toà nhà chính của tu viện hiện tại. Trong khi đó, Trưởng tu viện Gilbert Helmer lại là người cho xây dựng tòa thư viện. Ban đầu, tu viện được xây dựng theo phong cách Roman, sau này có thêm nhiều yếu tố mang phong cách Gothic. Đây là một trong những nhà thờ lâu đời nhất của khu vực Bohemia- và là một di sản kiến trúc đáng quý.
Hoạt động của tu viện đều được ghi lại trong nhiều tài liệu thuộc bộ sưu tập các bản in trong thư viện. Các tài liệu này mang lại nhiều lợi ích cho việc nghiên cứu lịch sử và hoạt động của công trình cổ này.

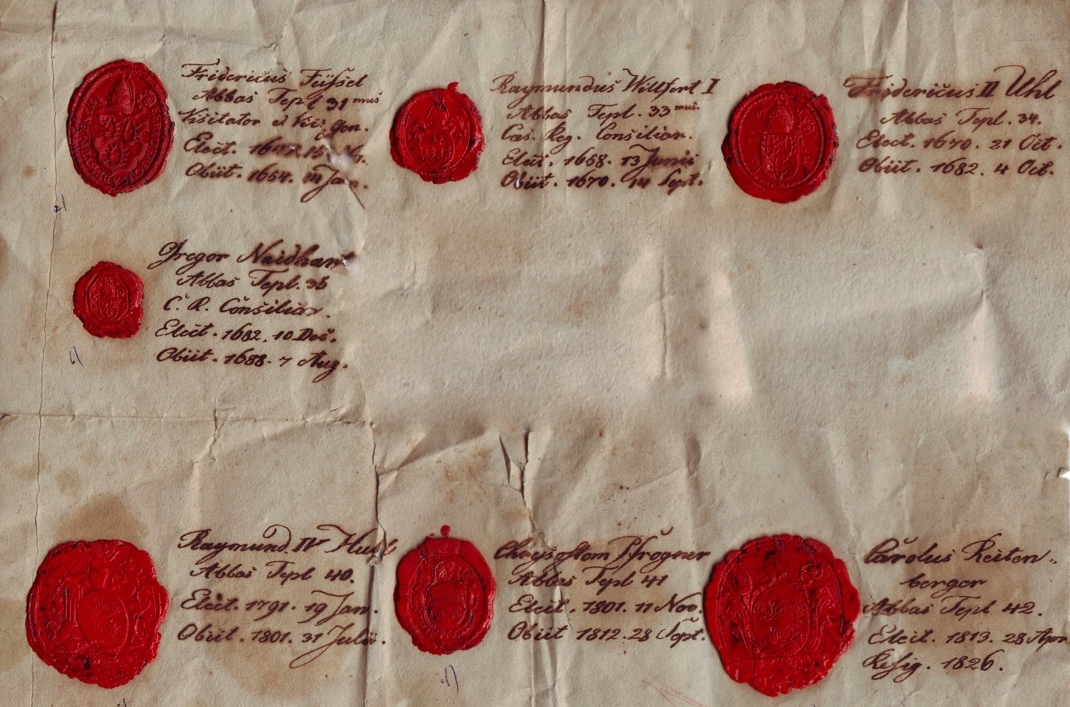
Con dấu của một số trưởng tu viện